# Johann Michael Strickner (Maler)
Johann Michael Strickner (* 11. August 1720 in Innsbruck; † 16. November 1759 ebenda) war ein österreichischer Maler.

## Leben

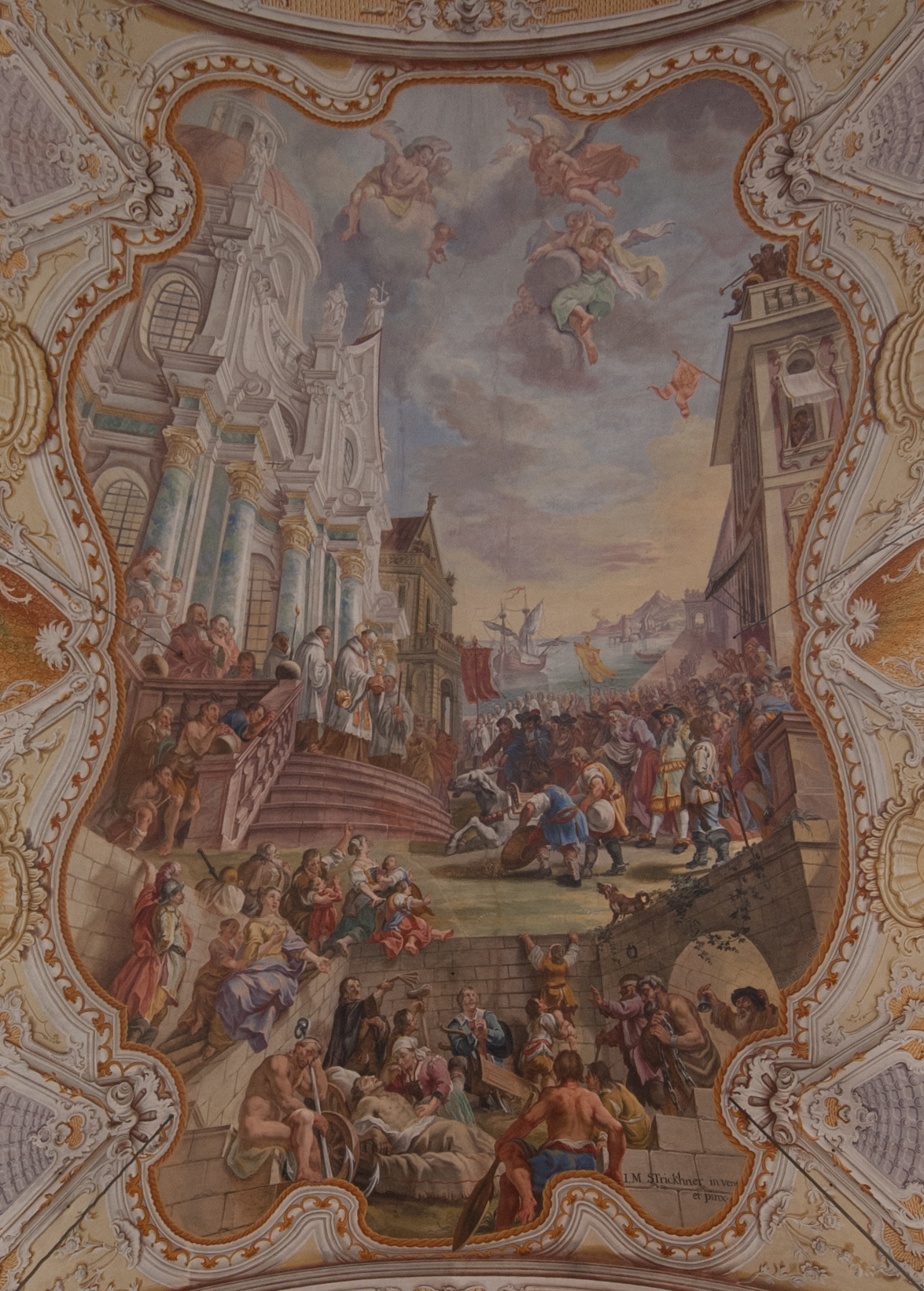
Das Eselswunder des hl. Antonius, Deckenfresko in der Antoniuskirche in Rietz

Johann Michael Strickner lernte zusammen mit Martin Knoller beim Maler Ignaz Pögel in Innsbruck. Er schuf hauptsächlich Fresken und Altarbilder für Kirchen im Raum Innsbruck. Er hatte eine Tochter und zwei Söhne, von denen Joseph Leopold Strickner als Maler und Kupferstecher bekannt wurde.

## Werke
- Deckenfresken und Altarbild Mariä Heimsuchung, Filialkirche Kranebitten, 1740–1752[3][4]
- Fresko über dem Eingang, Wallfahrtskirche Heiligwasser, 1743 (zugeschrieben)[5]
- Stuck und Deckenmalerei, Pfarrkirche Ampass, 1744[6]
- Deckenfresken, Pfarrkirche Mühlau, 1749[2]
- Rocaillestuckaturen und Deckenfresken, Dreiheiligenkirche Innsbruck, 1750[7]
- Chorfresken und Außenwandfresko, Pfarr- und Wallfahrtskirche Unsere Liebe Frau in Kötschach, 1750/51[8]
- Fastenkrippe, Landschaftliche Pfarrkirche Mariahilf, 1750 (zugeschrieben)[9]
- Hochaltarbild, Deckenfresken, Dekorationsmalereien, Alte Höttinger Pfarrkirche, 1752[10]
- Deckenfresken, Wallfahrtskirche hl. Antonius, Rietz, 1757[11]
- Altarblatt, Pfarrkirche Pfelders, 1759[12]